# 小行星7933
小行星7933（英語：7933 Magritte）是一颗围绕太阳公转的小行星。1989年4月3日，艾瑞克·怀特·埃尔斯特在拉西拉天文台发现了此天体。
这颗小行星的绝对星等为51.64002326511469等。